# Danny Exnar

Danny Exnar (2023)

Danny Exnar (* 1981 in Liestal) ist ein schweizerisch-tschechischer Film- und Theaterschauspieler, Pianist und Sprecher.

## Ausbildung
Danny Exnar wurde als Sohn eines Ehepaars geboren, das 1968 aus der Tschechoslowakei in die Schweiz emigriert ist. Er studierte nach dem Abitur zunächst Klavier in Prag (Fachrichtung Jazz) bei Karel Růžička und Zdeněk Páleníček und anschließend Philosophie an der Universität Bern. Von 2003 bis 2007 absolvierte er ein Schauspielstudium an der Otto-Falckenberg-Schule in München. Daneben nahm er Unterricht an der Swiss Jazz School sowie an der Neue Jazzschool München bei Max Neissendorfer. Noch während des Schauspielstudiums gastierte er an den Münchner Kammerspielen sowie am Landestheater Tübingen, wo er für zwei Jahre Ensemblemitglied war. 2009/2010 ließ er sich an der Juilliard School in New York in der englischen Bühnensprache ausbilden.

## Künstlerische Laufbahn
Danny Exnar spielte zunächst vorwiegend am Theater – u. a. am Schauspielhaus Zürich, am Gasteig in München, am Düsseldorfer Schauspielhaus und am Theater Rigiblick in Zürich. Seit 2016 tritt Danny Exnar in Film- und Fernsehproduktionen auf. 2022 feierte der Film 99 Moons von Jan Gassmann, in dem Danny Exnar als „Georg Huber“ zu sehen ist, seine Premiere in Cannes. Exnar spielt in Roman Polanskis Film The Palace die Rolle des „Vaclav“ neben u. a. Mickey Rourke und Oliver Masucci. Im September 2023 fand die Premiere von The Palace an den Internationalen Filmfestspielen von Venedig statt.
2024 spielt Danny Exnar am Ernst-Deutsch-Theater in Hamburg den "Mitch" in "Dienstags bei Morrie" von Mitch Album. Mit diesem Stück feiert sein Bühnenpartner Charles Brauer sein 70-jähriges Bühnenjubiläum. Die Produktion in der Regie von Adelheid Müther wird begeistert aufgenommen. So schreibt z. B. die Hamburger Morgenpost: "Dass die Begegnungen zwischen „Coach“ und College-Absolventen im autobiografisch geprägten Stück (von Mitch Albom) auf Augenhöhe stattfinden, ist Danny Exnar zu verdanken, der nicht nur als Mitch und Erzähler der gedankenreichen Geschichte glänzt, sondern auch als Klavierspieler."
Neben seiner Tätigkeit als Schauspieler, Pianist und musikalischer Leiter arbeitet Exnar als Sprecher und Dozent.

## Filmografie
- 2016: München Mord – Einer, der’s geschafft hat (ZDF) – Rolle: Jan Tomek – Regie: Anno Saul
- 2017: Der Zürich-Krimi: Borchert und die letzte Hoffnung (ARD) – Rolle: Gerichtsmediziner – Regie: Roland Suso Richter
- 2018: SOKO Leipzig (ZDF) – Das Vogelmädchen – Rolle: Kommissar Milan Brykner – Regie: Patrick Winczewski
- 2020: Bis wir tot sind oder frei (Kinofilm) – Rolle: Konrad Tönz – Regie: Oliver Rihs
- 2022: 99 Moons (Kinofilm) – Rolle: Georg Huber – Regie: Jan Gassmann
- 2023: The Palace (Kinofilm) – Rolle: Vaclav – Regie: Roman Polański
- 2024: Maloney (SRF) – Rolle: Beat Baumgartner – Regie: Michael Schaerer[14]
- 2024–2025: Schöne Seelen (Kinofilm) – Rolle: Gerd Bongers – Regie: Tom Schreiber[15]

## Theater
- 2005: Münchner Kammerspiele – Die perverse Familie – Regie: Felicitas Brucker
- 2006: Landestheater Tübingen – Iphigenie auf Tauris – Regie Alexander Nerlich
- 2007: Landestheater Tübingen – Der Tod des Empedokles – Regie: Christian Schlüter
- 2008: Landestheater Tübingen – Der zerbrochne Krug – Regie: Cilli Drexel
- 2009: Landestheater Tübingen – FranzFranzFranz (über Franz Kafka) – Regie: Mario Portmann
- 2009: Landestheater Tübingen – Hedda Gabler – Regie: Ralf Siebelt
- 2010: Landestheater Tübingen – Schrottengel – Regie: Ralf Siebelt
- 2010: Schauspielhaus Zürich – Stiller – Regie: Heike M. Goetze
- 2011: Treibstoff Theatertage Basel – The Rum Diary – Regie: Tumasch Clalüna
- 2012: Gasteig München – Glenn Gould vs Glenn Gould – Regie: Gert Pfafferodt, Bühne: Bernd Zimmer, mit Christopher Robson
- 2013: Theater Orchester Biel Solothurn – Viel Lärm um nichts
- 2014: 2014: Theater Stadelhofen Zürich – stecken bleiben (nach Fahrstuhl zum Schafott) – Regie: Mélanie Huber
- 2015: Düsseldorfer Schauspielhaus – Die Comedian Harmonists – Regie: Mathias Schönsee
- 2018: Theater Orchester Biel Solothurn – Le Bal – Regie: Deborah Epstein
- 2021: Theater Rigiblick Zürich – Die Comedian Harmonists – Regie: Daniel Rohr
- 2024 Ernst-Deutsch-Theater Hamburg – Dienstags bei Morrie – Regie: Adelheid Müther

## Lehrtätigkeit
- 2017–2022: Zürcher Hochschule der Künste[16]

## Preise und Auszeichnungen
- 2004: O.E. Hasse-Preis[17]
- 2007: Förderpreis der Armin Ziegler-Stiftung